# William M. Nicholson
Sir William Coldingham Masters Nicholson KCB (28 ottobre 1863 – 9 gennaio 1932) è stato un ammiraglio britannico, ufficiale della Royal Navy che ebbe la carica di Terzo Lord del Mare.

## Carriera
William Nicholson fu educato alla Stubbington House School. Servì durante la prima guerra mondiale e come capitano della HMS Canada prese parte alla battaglia dello Jutland nel 1916. Nello stesso anno divenne retroammiraglio, comandante in seconda del 1st Battle Squadron. Nel 1919 divenne Terzo Lord del Mare e nell'ottobre dell'anno seguente gli venne dato il comando del 2nd Battle Squadron. Nel maggio 1921 divenne comandante del 1st Battle Squadron.
Visse a Winchcombe, nel Gloucestershire.